# 弗朗西丝卡·艾伦
弗朗西丝卡·艾伦（英語：Francesca Allen，2002年5月26日—），生于瓦靈福德，英国女子赛艇运动员。她曾代表英国参加世界赛艇锦标赛，获得三枚金牌。